# Rijad Farid Hidżab
Rijad Farid Hidżab (ur. 1966 w Dajr az-Zaur) – syryjski polityk, minister rolnictwa w latach 2001–2012, premier Syrii od 26 czerwca 2012 do 6 sierpnia 2012. 

## Życiorys
Urodził się w sunnickiej rodzinie w 1966 w Dajr az-Zaur. Uzyskał doktorat z inżynierii rolniczej. W latach 2004–2008 pełnił funkcję przewodniczącego organizacji syryjskiej partii Baas w rejonie Dajr az-Zaur. Następnie dekretem prezydenckim został mianowany gubernatorem prowincji Al-Kunajtira, a od 22 lutego 2011 gubernatorem prowincji Latakia.
Ponadto 14 kwietnia 2011 został ministrem rolnictwa, a po wyborach parlamentarnych z 2012, przeprowadzonych w trakcie wojny domowej, zastąpił 26 czerwca 2012 Adila Safara na stanowisku premiera. 
Był uważany za jednego z najwierniejszych lojalistów prezydenta Baszszara al-Asada. Pomimo tego, 6 sierpnia 2012 porzucił urząd, opuścił granice kraju i przeszedł na stronę rebeliantów. Stwierdził, iż „odchodzi od zabójczego i terrorystycznego reżimu i dołączył do szeregów rewolucji o wolność i godność”. Wraz z trzema ministrami przedostał się do Jordanii, a następnie miał się udać do Kataru. Był najwyższy rangą przedstawicielem władz syryjskich, który porzucił ekipę Asada w trakcie wojny domowej. W międzyczasie obowiązki premiera objął wicepremier Umar Ghalawandżi. 9 sierpnia 2012 Baszszar al-Asad mianował na stanowisko premiera dotychczasowego ministra zdrowia Wa’ila al-Halkiego, który objął urząd 11 sierpnia 2012.
5 stycznia 2014 ubiegał się o stanowisko przewodniczącego Syryjskiej Koalicji Narodowej na rzecz Opozycji i Sił Rewolucyjnych jednak przegrał z dotychczasowym liderem Ahmadem al-Dżabrą.